# 黎在山
黎在山（英語：Alpha Lai Joy Shan，1995年1月30日—）是香港無綫電視女性新聞從業員，2018年11月加入無綫電視，無綫新聞台高級主播，港聞組記者及主播。

## 簡歷
黎在山中學時期就讀民生書院，2017年於香港科技大學物流管理及工程學系畢業，畢業後加入樂基兒旗下的模特兒公司。2018年轉職無綫電視，同年11月底起應張文采的推薦而擔任無綫新聞台主播，初期主要報導該台深宵新聞報道及無綫財經資訊台無綫財經快訊（現為TVB Plus台）。
2019年6月開始主持無綫新聞台星期日香港早晨，並同時開始報導該台日間及晚間新聞報導。同年11月開始主持該台及翡翠台的天氣報告，2020年初升任為高級主播，並正式不再報導該台深宵新聞報道及無綫財經資訊台無綫財經快訊（現為TVB Plus台）。
2021年8月起，連同袁沅玉、馬琛沂和袁思行輪流兼任無綫新聞台專題節目唱歌講英文主持。
2022年2月28日開始在翡翠台報導晚間新聞提要，翌月14日開始主持香港早晨接替兩個星期前替更體育記者文宇軒。在2022月11月開始長期主持香港早晨。
2023年10月5日開始主持明珠台的天氣報告，暫代主持葉芷樺（遷往廣州做駐當地記者）。
因為她有模特兒經驗，樣貌連同江嘉敏和朱千雪相似，所以受到觀眾留意。
2023年12月30日，主持2023國際大事回顧。
2024年3月6日開始常駐明珠台的天氣報告。
2024年7月，調職為港聞組記者。
2024年10月30日，首次主持翡翠台午間新聞。
2024年11月9日，首次主持翡翠台晚間新聞。
2024年12月28日，再次主持2024國際大事回顧。
2025年1月11日，首次主持六點半新聞報道。
2025年3月10日，首次主持世界觀。

## 相關網頁
- 黎在山 LinkedIn 檔案
- 黎在山的Instagram帳戶
- 前無綫主播陳嘉倩被爆料影響人氣？　10位現役90後新聞界小花接力 （页面存档备份，存于）